# Кубок Испании по футболу 1980/1981
Кубок Испании по футболу 1980/1981 — 77-й розыгрыш Кубка Испании по футболу выиграла Барселона. Этот кубок стал девятнадцатым в истории команды.
Соревнование прошло в период с 17 сентября 1980 по 18 июня 1981 года.

## Результаты матчей

### 1/4 финала
| Команда 1      | Итог | Команда 2       | 1-й матч | 2-й матч |
| -------------- | ---- | --------------- | -------- | -------- |
| Райо Вальекано | 1:6  | Барселона       | 0:3      | 1:3      |
| Саламанка      | 2:3  | Атлетик Бильбао | 2:1      | 0:2      |
| Севилья        | 4:1  | Бургос          | 4:1      | 0:0      |
| Спортинг Хихон | 4:3  | Реал Мадрид     | 1:1      | 3:2      |

### 1/2 финала
| Команда 1      | Итог | Команда 2       | 1-й матч | 2-й матч |
| -------------- | ---- | --------------- | -------- | -------- |
| Барселона      | 4:1  | Атлетик Бильбао | 2:0      | 2:1      |
| Спортинг Хихон | 2:0  | Севилья         | 2:0      | 0:0      |

### Финал
| 18 июня, 1981                    | \| Барселона \| 3:1 \| Спортинг Хихон \| \| Кини 45′, 59′ · Эстебан Виго 66′ \| Голы \| Антонио Мачеда 50′ \| | Висенте Кальдерон, Мадрид Зрителей: 50 000 |
| Барселона                        | 3:1 | Спортинг Хихон                             |
| Кини 45′, 59′ · Эстебан Виго 66′ | Голы | Антонио Мачеда 50′                         |